# Irving Thalberg
Irving Grant Thalberg, född 30 maj 1899 i Brooklyn i New York, död 14 september 1936 i Santa Monica i Kalifornien, var en amerikansk filmproducent, främst hos Metro-Goldwyn-Mayer (MGM). Han hade smeknamnet "Boy Wonder", på grund av sin ungdom och sina stora framgångar inom filmbranschen. 

## Biografi
Irving Thalberg hade ett dåligt hjärta och en bräcklig fysik, vilket gjorde att läkare i hans barndom ansåg att lille Irving inte skulle få uppleva sin 20-årsdag. Men efter att han gått ut skolan fick han fick jobb i New York, som personlig sekreterare till Carl Laemmle, chef och grundare av filmbolaget Universal Pictures. Thalberg blev vid 21 års ålder produktionsansvarig för filmproduktionen hos Universal i Los Angeles. Där var han ansvarig för bland annat Ringaren i Notre Dame (1923). 
Efter ett ekonomiskt bättre anbud från Louis B. Mayer, gick Irving över till hans produktionsbolag som sedermera kom att ingå i MGM, där han blev produktionsansvarig och var involverad mer eller mindre i alla filmer som bolaget producerade mellan 1924 och 1932. Han gifte sig med filmstjärnan Norma Shearer 1927. 
Efter sin hjärtattack 1932, och konflikt med den avundsjuke bolagschefen Louis B. Mayer, förlorade han sin forna makt över bolaget. Mayer tillsatte sin svärson David O. Selznick som ny produktionsansvarig men Thalberg arbetade vidare som egen producent inom bolaget och fortsatte att producera nya framgångsrika filmer däribland Myteri  (1935), Galakväll på operan (1935) med bröderna Marx och Kameliadamen (1936) med Greta Garbo. 
Thalberg med sin dåliga fysik, fick en förkylning, som övergick till lunginflammation och han avled vid 37 års ålder. Han höll då på med produktionen av bröderna Marx-filmen En dag på kapplöpningarna (1937) samt Marie Antoinette (1938) med sin fru i huvudrollen. 

### Eftermäle
Trots sina stora framgångar satte aldrig Irving Thalberg sitt namn som producent i för- eller eftertexterna på sina filmer. Efter hans död lades det dock in ett "till minne av Irving Thalberg" i hans allra sista film Den goda jorden. Till hans minne fick huset där MGM hade sitt huvudkontor namnet "Irving Thalberg Building". 
Under sitt korta liv lämnade han en outplånlig prägel på den amerikanska filmindustrin, vilket även hedras genom att man under Oscarsgalan delar ut Irving G. Thalberg Memorial Award till en förtjänt filmproducent. Den svenske regissören Ingmar Bergman fick detta pris 1971.

## Filmografi i urval

### Producent
- Ringaren i Notre Dame (1923)
- Merry-Go-Round (1923)
- Han som får örfilarna (1924)
- The Unholy Three (1925)
- Den glada änkan (1925)
- Kejsarn av Portugallien (1925)
- Den stora paraden (1925)
- Ben-Hur (1925)
- Virveln (1926)
- La Bohème (1926)
- Fresterskan (1926)
- Åtrå (1926)
- Twelve Miles Out (1927)
- Gamla Heidelberg (1927)
- London After Midnight (1927)
- En av de många (1928)
- Skratta Pajazzo (1928)
- Han ligger aldrig i lä (1928)
- West of Zanzibar (1928)
- Broadways melodi (1929)
- Halvblod (1929)
- Mrs Cheyneys sista bedfrift (1929)
- Hollywood-revyn 1930 (1929)
- Kyssen (1929)
- Anna Christie (1930)
- Mannens moral - och kvinnans (1930)
- Zigenarkärlek (1930)
- The Big House (1930)
- Billy the Kid (1930)
- Inspiration (1931)
- The Secret Six (1931)
- Farlig kärlek (1931)
- Hennes synd (1931)
- En hjälte (1931)
- Hans älskarinna (1931)
- Private Lives (1931)
- Mata Hari (1931)
- Freaks (1932)
- Tarzan (1932)
- Grand Hotel (1932)
- Letty Lynton (1932)
- Som du vill ha mig (1932)
- Den rödhåriga kvinnan (1932)
- En gång i livet... (1932)
- Taifun (1932)
- Rasputin och Kejsarinnan (1932)
- Akta er för gnistor! (1933)
- Lady Marys älskare (1934)
- Lågor i dunklet (1934)
- Glada änkan (1934)
- What Every Woman Knows (1934)
- Kapten på Singaporelinjen (1935)
- Myteri (1935)
- Galakväll på operan (1935)
- Romeo och Julia (1936)
- Kameliadamen (1936)
- En gång i maj (1937)
- En dag på kapplöpningarna (1937)
- Broadways melodi 1938 (1937)
- Den goda jorden (1937)
- Marie Antoinette (1938)